# Hermival-les-Vaux
Hermival-les-Vaux è un comune francese di 882 abitanti situato nel dipartimento del Calvados nella regione della Normandia.

## Società

### Evoluzione demografica
Abitanti censiti